# أووسو كوابينا
أووسو كوابينا (بالإنجليزية: Owusu Kwabena)‏ هو لاعب كرة قدم غاني في مركز الهجوم، ولد في 18 يونيو 1997 في أكرا في غانا. شارك مع منتخب غانا لكرة القدم. أما مع النوادي، فقد لعب مع نادي ديبورتيفو طليطلة ونادي قره باغ.

## وصلات خارجية
- أووسو كوابينا على موقع الاتحاد الأوربي (الإنجليزية)
- أووسو كوابينا على موقع اتحاد تركيا (لاعب) (الإنجليزية)
- أووسو كوابينا على موقع قاعدة بيانات كرة القدم.إي يو (الإنجليزية)
- أووسو كوابينا على موقع ناشيونال فوتبول تيمز (الإنجليزية)
- أووسو كوابينا على موقع Soccerway.com (الإنجليزية)
- أووسو كوابينا على موقع عالم كرة القدم.نت (الإنجليزية)
- أووسو كوابينا على موقع AS.com (الإسبانية)